# ОШ „22. август” Буковац
ОШ „22. август” једна је од основних школа у Новом Саду. Налази се у улици Трг жртава геноцида 1, у Буковцу.

## Историјат
Прва школа од брвана у Буковцу је саграђена 1720. године. Друга школска зграда од набоја је сазидана 1811. Године 1937. је довршена нова школска зграда са две учионице и станом за учитеља. Инспекција је крајем 1970. забранила рад у две неусловне зграде и зато су мештани убрзали радове на изградњи нове зграде, на главном путу, у средини Буковаца. Зграда је завршена крајем 1973, званично је добила назив „22. август” крајем 1975. године у знак сећања на страдале Буковчане 1942. Садрже сутерен, приземље, спрат, фискултурну салу, пет учионица општег типа, десет кабинета – специјализованих учионица, један информатички кабинет, један дигитални кабинет–библиотеку, трпезарију са кухињом и магацином, котларницу са радионицом и архиву. Располажу са шест дијапројектора, пет пројектора, пет епископа, дванаест графоскопа, два поларизатора, једним кинопројектором, пет грамофона, осам касетофона, две музичке линије, једним пијанином, једним видеорекордером, двадесет и три рачунара, три телевизорa, два фотокопира, девет штампача, кућним биоскопом, лаптопом и пет пројектора. Библиотека располаже са 14.998 књига, од чега је 95 књига набављено или стечено као поклон. Електронског материјала (CD, касета, филмова) има 340. Школа је претплаћена на часописе „Просветни преглед” и „Савремени уџбеник”. Број запослених у настави је тридесет и један, стручне сараднике чине педагог и библиотекар, а руководећи кадар секретар и директор. Површина школског простора је 2470m², око школске зграде је отворени простор површине преко 3000m² од чега је поплочано 290m², спомен-парк 164m² и бетонирани простор испред школе од око 1200m². Иза школе постоји простор око 3600m² на коме се налазе терени за мале спортове.